# Touby Ly Foung
Touby Lyfoung (RPA: Tub Npis Lis Foom [tú ᵐbì lì fɔ̰̃], Pahawh: 𖬆𖬰𖬧𖬵 𖬃𖬰𖬨𖬵 𖬃𖬰𖬞 𖬌𖬰𖬜𖬵, [tú ᵐbì lì fɔ̰̃]: 1919–1979) là một nhà lãnh đạo chính trị và quân sự người Hmông. Ông sinh năm 1917 tại Nong Het, Lào, và trở thành chính trị gia Hmông đầu tiên đạt được tầm quốc gia. Sự nghiệp lâu dài của ông bắt đầu từ thời thực dân Pháp cai trị đến khi lực lượng cộng sản nắm quyền vào năm 1975. Ông ủng hộ Chính phủ Hoàng gia Lào và sự can thiệp của Mỹ trong "Cuộc chiến bí mật".

## Thời thực dân Pháp
Touby Ly Foung sinh tại Nong Het tỉnh Xieng Khouang, gần biên giới Lào-Việt, là con trai của Ly Xia Foung, một thành viên đầy tham vọng và khả năng của gia tộc Ly, và được giáo dục tốt. Touby là người người Hmông đầu tiên đến trường trung học ở Viêng Chăn .
Người cha là Ly Xia Foung đã kết thân với Lo Blia Yao, thủ lĩnh dòng họ Lo , do hôn chế dị tộc là nguyên tắc của người Hmông. Sau cuộc nổi dậy của Pachai chỉ huy, còn được gọi là "Guerre du Fou" xảy ra trong 1919-1921, chính quyền thuộc địa Pháp quyết định đặt ra Tasseng (RPA: Tojxeem), trao cho trách nhiệm quản một nhóm bản, và một số kiatong (RPA: Kiabtoom; cai tổng, người đứng đầu gia tộc địa phương) Hmông. Tasseng của vùng quan trọng như Nong Het được người Pháp chỉ định là Lo Blia Yao theo khuyến nghị của Vương thân Phetsarath. Lo Blia Yao đã đưa con trai của mình như là thư ký Ly Xia Foung, nhưng vào năm 1938, người Pháp đã quyết định thay thế Lo Blia Yao bởi Ly Xia Foung.
Sau khi Xia Foung qua đời năm 1939, người Pháp lựa chọn giữa hai người Hmông còn trẻ: Faydang con trai thứ hai của Lo Blia Yao, và Touby. Touby được chọn, có lẽ do có mức độ giáo dục cao hơn, cũng như vì cha của Faydang đã cai trị độc tài gây xa lánh của một số người Hmông. Song sự chọn lựa này gây ra sự bất bình lâu dài của Faydang .
Những năm sau, giới chức Thuế quan (bộ phận Régie de l'Opium) trao cho Touby giám sát việc thực hiện loại thuế mới đánh vào thuốc phiện nông dân phải nộp bằng hiện vật. Trong Thế chiến 2, chính quyền Pháp đưa ra một chương trình đầy tham vọng bao gồm cả việc xây dựng trường học và đường giao thông ở Lào. Chính quyền giữ độc quyền bán thuốc phiện và định sử dụng để tài trợ cho dự án này. Người Hmông là nguồn cung thuốc phiện chính, và gia tộc Ly Foung nắm quyền buôn bán .
Tháng Ba năm 1945 Touby đón chào các biệt kích Pháp nhảy dù từ Calcutta  và tham gia du kích chống Nhật . Cùng lúc đó nhóm Hmông khác dẫn đầu là Faydang, đứng về phía Việt Minh .

## Sau Chiến tranh thế giới thứ hai
Sau Thế chiến 2 chính quyền Pháp trao cho Touby danh hiệu Chao Muang, vị trí ở cấp quốc gia lần đầu tiên cho người Hmông . Trong suốt cuộc chiến tranh Đông Dương thứ nhất, các bộ tộc Hmông ủng hộ Touby phục vụ Pháp, hoặc trong quân đội thường trực Pháp .
Trong những năm năm mươi Touby có vai trò quan trọng trong sự hình thành Vương quốc Lào mới độc lập, một quốc gia phải xây dựng sự hiệp nhất trong khi thừa nhận sự đa dạng của 63 dân tộc thiểu số. Touby Ly Foung là thành viên đầu tiên của một dân tộc thiểu số được vua tôn vinh danh hiệu "Bộ trưởng Hoàng gia" và được gọi là "Phagna Touby Ly Foung". Sau đó Touby tiếp tục lãnh đạo khối người Hmông ở Lào hỗ trợ Chính phủ Hoàng gia và cuộc chiến chống cộng sản Pathet Lào .
Tháng Mười năm 1960 khi là thành viên chính thức trong nội các của Souvanna Phouma, Touby tham gia vào một liên minh với các nhà lãnh đạo cánh hữu của Phoumi Nosavan. Đây là thời điểm CIA đào tạo các nhóm Hmông đầu tiên , và Vang Pao trở thành nhà lãnh đạo của các nhóm này, vượt qua Touby.

## Sau năm 1975
Năm 1975 khi Pathet Lào nắm giữ chính quyền, Touby quyết định ở lại Lào. Ông lần đầu tiên được bổ nhiệm làm Bộ trưởng bộ Viễn thông trong chính phủ mới, nhưng sau đó ông bị bắt và đưa đến trại cải tạo "số một" ở tỉnh Houaphan, gần biên giới Việt Nam. Cùng trong trại là các thành viên của hoàng gia, bao gồm cả vua Sisavang Vatthana. Theo một tù nhân trong trại, đại tá Khamphan Thammakhanty, thì Touby đã bị cùm trong những tháng cuối cùng của cuộc đời mình, nhưng các tù nhân khác có thể nghe ông hát những bài hát chế giễu chính phủ mới. Có thông tin nói là Touby đã bị một người bảo vệ bắn chết tháng 4 năm 1979 .